# Deltonserien
Deltonserie (eller deltonsserie) är en följd av deltoner som tillsammans bildar en sammansatt ton. Den ton i serien som har lägst frekvens kan kallas grundton och de övriga är i så fall dess övertoner som bildar en övertonserie. Frekvens- och styrkeförhållandena mellan deltonerna i den sammansatta tonen bestämmer dess klangfärg eller timbre.
En deltonserie kan vara harmonisk eller oharmonisk. Den harmoniska deltonserien återfinns i människorösten och i många musikinstrument och utgör en grund för våra musikaliska intervall och ackord. Ibland kallas den kort och gott "deltonserien" i bestämd form. Oharmoniska deltonserier finns i alla möjliga varianter.
Ett snarlikt begrepp är naturtonserien, det förråd av toner som man kan frambringa på ett blåsinstrument enbart genom att variera anblåsning och kroppens inre resonanser. Naturtonserien är alltså en följd av toner och inte samtidigt klingande deltoner i en och samma ton. Ändå används ordet naturtonserien ibland som synonym till den harmoniska deltonserien.

## Deltoners numrering

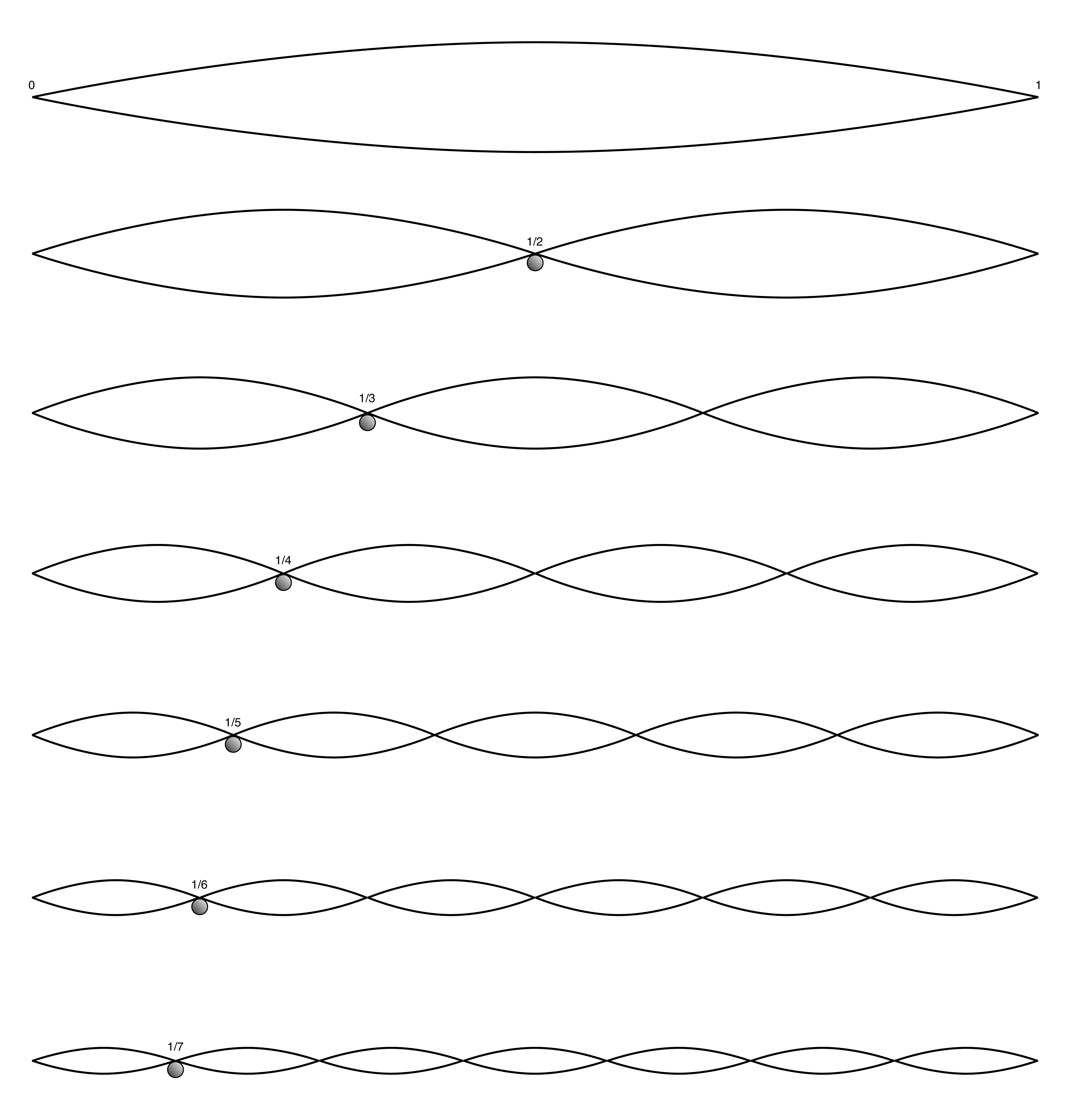
En strängs svängningar indelat i de harmoniska deltonerna 1–7 med allt kortare våglängd.

Deltoner numreras i stigande frekvensordning med början på nummer 1. Första deltonen är alltså grundton, andra deltonen är samma som första övertonen, sjunde deltonen är samma som sjätte övertonen och så vidare. Se vidare Delton: Deltoners numrering.

## Den harmoniska deltonserien
En ton som alstras av en sträng, ett blåsinstrument, en röst eller någon annan typ av harmonisk oscillator består i allmänhet av en harmonisk deltonserie. Deltonernas frekvenser förhåller sig då till varandra som 1, 2, 3, 4 och så vidare. Om grundtonen har frekvensen f, består serien av deltoner med frekvenserna f, 2f, 3f, 4f, … . När man sjunger tonen lilla a på 220 Hz innehåller klangen alltså 220, 440, 660, 880, … Hz.
Ju högre frekvens, desto kortare är våglängden. Man kan därför beskriva den harmoniska deltonserien som en serie deltoner där våglängderna förhåller sig till varandra som 1, 1/2, 1/3, 1/4 … . Det kan illustreras med en sträng som delas in i allt mindre delar för att beskriva uppkomsten av allt högre deltoner, se figur. I matematiken utgör talserien 1, 1/2, 1/3, 1/4 … också termerna i den så kallade harmoniska serien.
Den harmoniska deltonserien har ansetts vara grundstenen i musik. Den har också varit föremål för otaliga undersökningar, teoretiska system och skolbildningar inom musikteori. Dess inflytande kan ses i så skilda företeelser som den rena stämningen, blåsinstrumentens konstruktion, flageoletter på stränginstrument och partialanalys i modern musik.

## Oharmoniska deltonserier
Föremål med mer komplex geometri än strängar och smala luftpelare får ofta deltonserier som inte följer den harmoniska serien. Hit hör spända skinn, rör och klockor. I en oharmonisk ton ändras klangen oavbrutet. Ibland kan det till och med vara svårt att uppfatta en klar tonhöjd.
Ett idealt spänt skinn utan styvhet eller komplicerad växelverkan med luften har deltonserien f, 1,59f, 2,14f, 2,3f, 2,65f, 2,92f, 3,16f, ..., där f är grundtonens frekvens. Membranets deltonserie beskrivs närmare under Membranets deltoner i artikeln Delton.
Ibland kan man med lämplig utformning av instrumentet få de viktigaste deltonerna att passa in på en del av en tänkt harmonisk deltonserie. En orkesterpuka berövas sin dissonanta grundton med hjälp av ett litet hål i kittelns botten och de första övertonerna hamnar nästan på harmoniska avstånd tack vare skinnets styvhet och luftens tröghet. Kyrkklockors viktigaste deltoner stäms till harmoniska avstånd genom att material svarvas bort på olika delar av klockan.
Stränginstrument borde idealt ha harmoniska deltonserier, men har i praktiken smärre avvikelser från den harmoniska deltonserien. Detta påverkar såväl stämning av pianon som intonering av gitarrer. Pianots inharmonicitet beskrivs under Oharmoniska deltoner i artikeln Delton.

## Naturtonserie
Naturtonserie kan ha tre betydelser.
1. Det kan vara de toner som man kan frambringa på naturhorn eller på vanliga bleckblåsinstrument enbart genom att variera anblåsning och den egna kroppens inre resonanser men utan att ändra något på själva instrumentet. Det blir en begränsad serie toner som nästan sammanfaller med motsvarande toner ur en harmonisk deltonserie. De spelbara naturtonerna blir normalt bara användbara i en enda tonart. Speltekniken för att träffa rätt naturton på ett blåsinstrument kallas överblåsning. Naturflageoletter är en spelteknik på stränginstrument som ger mycket likartade resultat.
2. En naturtonserie kan vara de toner som man kan få fram med överblåsning på ett godtyckligt blåsinstrument. I detta fall måste det inte vara ett bleckblåsinstrument, och olika blåsinstrument kan ha olika tonförråd. På en saxofon kan några av de lägsta tongreppen ge fyra eller fler olika överblåsta toner motsvarande den harmoniska serien. Klarinetten däremot kan bara ge vartannat av dessa intervall, där det första ligger en duodecima (en oktav plus en kvint) över utgångstonen.
3. Ibland används ordet naturtonserien även som synonym till den harmoniska deltonserien, alltså inte i betydelsen tonförråd utan som deltonsinnehållet i en harmoniskt sammansatt ton.

## Sonogram och mänskligt gehör
I musikteori liksom i allmänhet talas i regel om enskilda toner med en viss tonhöjd, intensitet och klang. Då de klingar ensamt uppfattas en ton, och då de klingar tillsammans vanligen ett enhetligt ackord där de enskilda tonerna kan urskiljas av gehöret. Detta speglar det faktum att vår hörsel uppfattar toner flerdimensionellt. I realiteten verkar ljudet däremot bara i två dimensioner, tiden och intensiteten. Detta är vad som brukar åskådliggöras i ett sonogram, en graf där tiden utgör en axeln och intensiteten den andra. Tolkningen till andra värden än dessa är något som sker i hjärnan utifrån vår uppfattning av olika mönster i ljudbilden.
I sonogrammet får ljudvågor en exakt grafisk representation. I detta kan man urskilja ljudets allmänna intensitet, periodicitet och form. Även hörselsinnet urskiljer dessa parametrar, men på ett något annorlunda sätt. Den enklaste formen av periodicitet är en sinusvåg. En ton vars våg är sinusformig klingar rent och med en tydligt definierad frekvens, men låter död och fattig som kopplingstonen i en telefon eller tonen från en stämgaffel.